# Liste des titres musicaux numéro un au Royaume-Uni en 2025
Cette page présente les no 1 des ventes de singles et d'albums au Royaume-Uni pour l'année 2025 selon The Official Charts Company.
Les classements hebdomadaires sont issus des 100 meilleures ventes de singles (UK Singles Chart) et des 100 meilleures ventes d'albums (UK Albums Chart). Ils prennent en compte les ventes physiques et numériques ainsi que les écoutes en streaming converties en équivalents ventes. Ils sont dévoilés chaque vendredi.

## Classement des singles
| №  | Date       | Artiste                                               | Titre          | Référence |
| -- | ---------- | ----------------------------------------------------- | -------------- | --------- |
| 1  | 3 janvier  | Gracie Abrams                                         | That's So True |           |
| 2  | 10 janvier | Gracie Abrams                                         | That's So True |           |
| 3  | 17 janvier | Gracie Abrams                                         | That's So True |           |
| 4  | 24 janvier | Lola Young                                            | Messy          |           |
| 5  | 31 janvier | Lola Young                                            | Messy          |           |
| 6  | 7 février  | Lola Young                                            | Messy          |           |
| 7  | 14 février | Lola Young                                            | Messy          |           |
| 8  | 21 février | Kendrick Lamar                                        | Not Like Us    |           |
| 9  | 28 février | Kendrick Lamar                                        | Not Like Us    |           |
| 10 | 7 mars     | Chappell Roan                                         | Pink Pony Club |           |
| 11 | 14 mars    | Chappell Roan                                         | Pink Pony Club |           |
| 12 | 21 mars    | Alex Warren                                           | Ordinary (en)  |           |
| 13 | 28 mars    | Alex Warren                                           | Ordinary (en)  |           |
| 14 | 4 avril    | Alex Warren                                           | Ordinary (en)  |           |
| 15 | 11 avril   | Alex Warren                                           | Ordinary (en)  |           |
| 16 | 18 avril   | Alex Warren                                           | Ordinary (en)  |           |
| 17 | 25 avril   | Alex Warren                                           | Ordinary (en)  |           |
| 18 | 2 mai      | Alex Warren                                           | Ordinary (en)  |           |
| 19 | 9 mai      | Alex Warren                                           | Ordinary (en)  |           |
| 20 | 16 mai     | Alex Warren                                           | Ordinary (en)  |           |
| 21 | 23 mai     | Alex Warren                                           | Ordinary (en)  |           |
| 22 | 30 mai     | Alex Warren                                           | Ordinary (en)  |           |
| 23 | 6 juin     | Alex Warren                                           | Ordinary (en)  |           |
| 24 | 13 juin    | Sabrina Carpenter                                     | Manchild       |           |
| 25 | 20 juin    | Alex Warren                                           | Ordinary       |           |
| 26 | 27 juin    | Sabrina Carpenter                                     | Manchild       |           |
| 27 | 4 juillet  | Lewis Capaldi                                         | Survive        |           |
| 28 | 11 juillet | MK featuring Chrystal                                 | Dior           |           |
| 29 | 18 juillet | MK featuring Chrystal                                 | Dior           |           |
| 30 | 25 juillet | Justin Bieber                                         | Daisies        |           |
| 31 | 1er août   | Huntr/X (Ejae (en), Audrey Nuna (en) et Rei Ami (en)) | Golden         |           |
| 32 | 8 août     | Chappell Roan                                         | The Subway     |           |
| 33 | 15 août    | Huntr/X                                               | Golden         |           |

## Classement des albums
| №  | Date       | Artiste                      | Titre                                            | Référence |
| -- | ---------- | ---------------------------- | ------------------------------------------------ | --------- |
| 1  | 3 janvier  | Ed Sheeran                   | +–=÷× (Tour Collection) (en)                     |           |
| 2  | 10 janvier | Elton John                   | Diamonds (en)                                    |           |
| 3  | 17 janvier | Chappell Roan                | The Rise and Fall of a Midwest Princess          |           |
| 4  | 24 janvier | Robbie Williams              | Better Man (Bande originale du film)             |           |
| 5  | 31 janvier | Central Cee                  | Can't Rush Greatness                             |           |
| 6  | 7 février  | The Weeknd                   | Hurry Up Tomorrow                                |           |
| 7  | 14 février | Taylor Swift                 | Lover (Live from Paris)                          |           |
| 8  | 21 février | Sabrina Carpenter            | Short n' Sweet                                   |           |
| 9  | 28 février | Sam Fender                   | People Watching                                  |           |
| 10 | 7 mars     | Sabrina Carpenter            | Short n' Sweet                                   |           |
| 11 | 14 mars    | Lady Gaga                    | Mayhem                                           |           |
| 12 | 21 mars    | Playboi Carti                | Music (en)                                       |           |
| 13 | 28 mars    | The Lottery Winners (en)     | Koko                                             |           |
| 14 | 4 avril    | Mumford and Sons             | Rushmere (en)                                    |           |
| 15 | 11 avril   | Elton John et Brandi Carlile | Who Believes in Angels? (en)                     |           |
| 16 | 18 avril   | Those Damn Crows (en)        | God Shaped Hole                                  |           |
| 17 | 25 avril   | Taylor Swift                 | The Tortured Poets Department                    |           |
| 18 | 2 mai      | Stereophonics                | Make 'Em Laugh, Make 'Em Cry, Make 'Em Wait (en) |           |
| 19 | 9 mai      | Pink Floyd                   | Pink Floyd at Pompeii - MCMLXXII                 |           |
| 20 | 16 mai     | Sleep Token                  | Even in Arcadia (en)                             |           |
| 21 | 23 mai     | Morgan Wallen                | I'm the Problem (en)                             |           |
| 22 | 30 mai     | Sabrina Carpenter            | Short n' Sweet                                   |           |
| 23 | 6 juin     | Ed Sheeran                   | +–=÷× (Tour Collection)                          |           |
| 24 | 13 juin    | Pulp                         | More                                             |           |
| 25 | 20 juin    | James Marriott (en)          | Don't Tell the Dog                               |           |
| 26 | 27 juin    | Yungblud                     | Idols (en)                                       |           |
| 27 | 4 juillet  | Lorde                        | Virgin                                           |           |
| 28 | 11 juillet | Oasis                        | Time Flies... 1994-2009                          |           |
| 29 | 18 juillet | Wet Leg                      | Moisturizer (en)                                 |           |
| 30 | 25 juillet | Alex Warren                  | You'll Be Alright, Kid                           |           |
| 31 | 1er août   | The K's (en)                 | Pretty on the Internet                           |           |
| 32 | 8 août     | Reneé Rapp                   | Bite Me                                          |           |
| 33 | 15 août    | Oasis                        | Time Flies... 1994-2009                          |           |